# Wojskowa Akademia Kosmiczna im. A.F. Możajskiego
Wojskowa Akademia Kosmiczna im. A.F. Możajskiego (ros. Федеральное государственное казенное военное образовательное учреждение высшего профессионального образования «Военно-космическая академия имени А.Ф.Можайского» Министерства обороны Российской Федерации, ВКА имени А.Ф.Можайского) – rosyjska wyższa szkoła wojskowa typu akademickiego w Petersburgu, przygotowująca specjalistów dla wojsk obrony powietrzno-kosmicznej oraz innych rodzajów wojsk, jak również formacji zmilitaryzowanych Rosji. Patronem uczelni jest Aleksander Możajski, XIX-wieczny rosyjski pionier lotnictwa.
Jest to placówka politechniczna Ministerstwa Obrony FR, oprócz szkolenia zajmująca się również działalnością naukowo-badawczą w zakresie wojskowych nauk kosmicznych, technologii łączności oraz technologii gromadzenia i przetwarzania informacji specjalnych. Studia odbywają się na 9 fakultetach w Petersburgu oraz dodatkowo w filii jarosławskiej.

## Historia

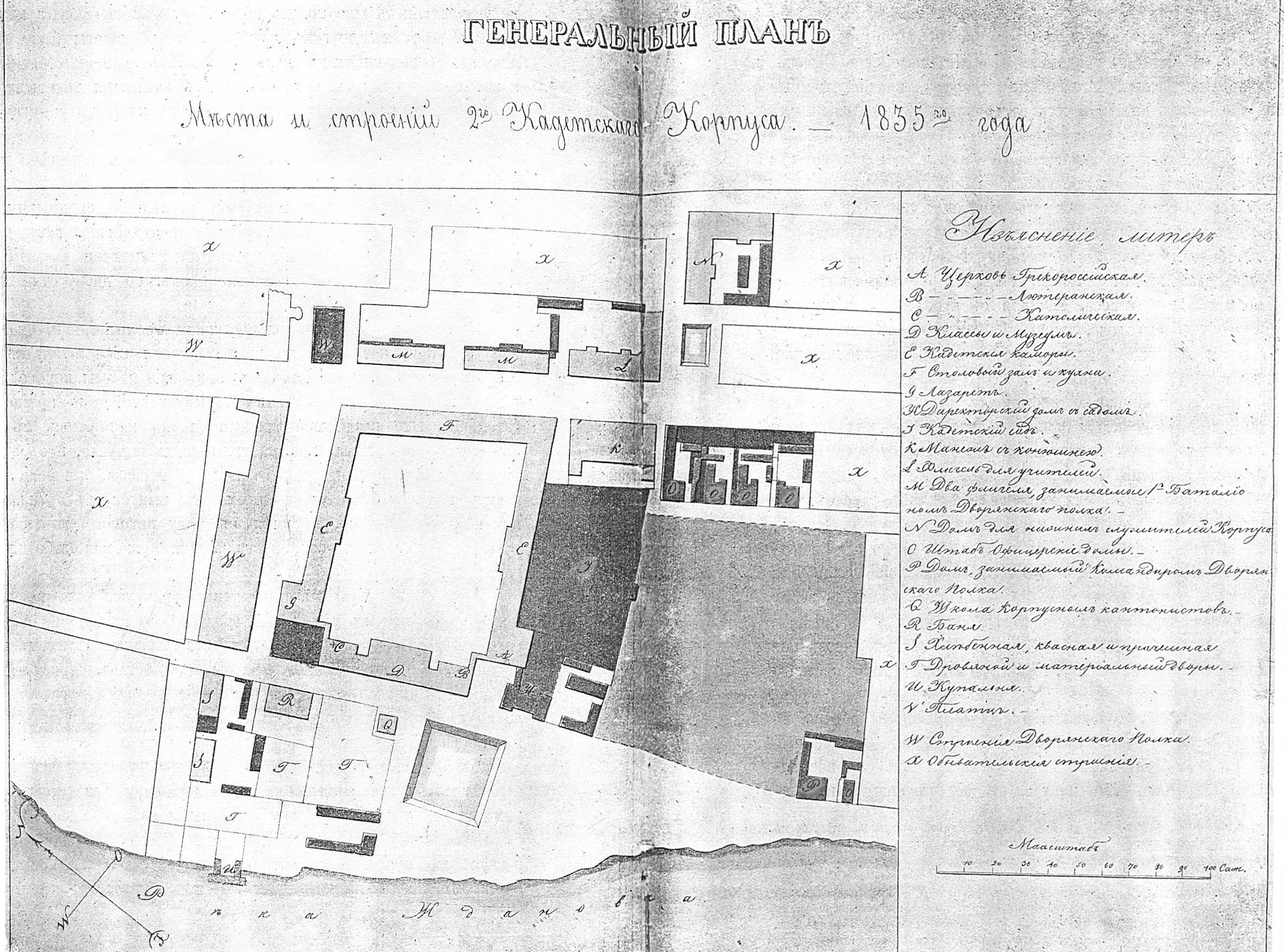
Plan kampusu z 1800

WAK to jedna z najstarszych szkół wojskowych w kraju, sięgająca swym rodowodem do Szkoły Inżynierii Wojskowej w Moskwie, ustanowionej dekretem Piotra I 16 stycznia 1712 – pierwszej rosyjskiej wojskowej instytucji edukacyjnej o profilu politechnicznym. Uczęszczało do niej 100 słuchaczy, a komendantem był mjr inż. Aldebert de Coulon. Szkoła ta w 1719 została przeniesiona do Petersburga w 1758 z rozkazu cesarzowej Elżbiety Piotrownej i została połączona ze szkołą artyleryjską, tworząc  Zjednoczoną Szlachecką Szkołę Artyleryjską i Inżynieryjną; jej komendantem został inż. kpt. M. I. Mordwinow, a wykłady z fizyki prowadził Michaił Łomonosow.
W 1762 szkoła została przekształcona w korpus kadetów. W 1800 uczelnia zmieniła nazwę na II Korpus Kadetów. Nauka trwała 5 lat, a korpus liczył 1000 kadetów. W 1861 geografię fizyczną i chemię wykładał tam 27-letni mgr fizyki i chemii Dmitrij Mendelejew.
16 stycznia 1912 II Korpus Kadetów otrzymał nazwę „II Korpus Kadetów Imperatora Piotra Wielkiego”.

## Podstawowe statystyki
W 2014 w akademii pracowało:
- 135 doktorów nauk
- 874 kandydatów nauk
- 119 profesorów
- 422 docentów
- 23 Zasłużonych Działaczy Nauki FR
- 6 Zasłużonych Pracowników Szkoły Wyższej FR
- 6 Wybitnych Wynalazców FR
- 36 członków międzynarodowych akademii i akademii FR
- 16 laureatów nagród rządowych FR
- 5 Honorowych Pracowników Nauki FR
- 71 Honorowych Pracowników Wyższego Szkolnictwa Zawodowego FR.

W 2013 przyjęto do akademii 2033 nowych słuchaczy:
- 1075 do Petersburga
- 958 do filii akademii w Jarosławiu

W akademii działa 6 rad naukowych, przed którymi trwają obrony prac doktorskich i magisterskich (w ostatnich 5 latach - ponad 150). 

## Znani absolwenci
Do znanych absolwentów uczelni należą: 
- gen. płk Władimir Popowkin, zastępca ministra obrony FR - szef uzbrojenia Sił Zbrojnych RF;
- gen. mjr Stanisław Suworow, przewodniczący Wojskowego Komitetu Naukowego Sił Zbrojnych FR, zastępca szefa sztabu generalnego Sił Zbrojnych FR;
- płk Jurij Szargin, lotnik-kosmonauta, Bohater Federacji Rosyjskiej.
- Michaił Kutuzow – ukończył szkołę w 1761 w przyspieszonym trybie 1,5 roku (a nie trzech lat - zastosowano taki tryb ze względu na zdolności słuchacza).